# Promacrostomum paradoxum
Promacrostomum paradoxum is een platworm (Platyhelminthes). De worm is tweeslachtig. De soort leeft in  of nabij zoet water.
Het geslacht Promacrostomum, waarin de platworm wordt geplaatst, wordt tot de familie Macrostomidae gerekend. De wetenschappelijke naam van de soort werd voor het eerst geldig gepubliceerd in 1939 door An der Lan.